# Terêna
El terêna o etelena és una llengua indígena del subgrup meridional de la família lingüística arawak parlada per unes 16 mil persones en l'estat brasiler de Mato Grosso do Sul. Molts terênes tenen una baixa competència en portuguès. El 20% està alfabetitzat en la seva llengua i el 80% en portuguès.

## Gramàtica
El terêna té una sintaxi activa-estativa. Hi ha una diccionari i una gramàtica compilada del terênes, usades per a alfabetitzar als terênes, Molts terênaparlants tenen poca fluència en portuguès la qual cosa ha afavorit el manteniment de la llengua indígena.
El terêna es va originar al nord-oest del Chaco. Com a resultat, es poden trobar en el terêna molts préstecs del guaicuruà del nord. També hi ha molts préstecs del tupí-guaraní en el terêna i en altres llengües arawak del sud.

## Dialectes
Existeixen quatre varietats principals de terêna-chané:.
- El kinikinao (extint a principis del s. XX)
- El terêna (pròpiament dit)
- El guané (extint)
- El chané (extint en el s. XVIII)

que alguns autors consideren que són llengües diferents (Aikhenvald 1999). De totes aquestes varietats només el terêna pròpiament dit es continua parlant actualment.

## Descripció lingüística

### Fonologia
Una característica destacada del terêna és l'ús de la nasalització com a marca suprasegmental per a marcar la persona gramatical (possessió, subjecte) en unes certes construccions morfològiques:
e'moʔu, "la seva paraula" - ẽ'mõʔũ, "la meva paraula"
'institutor, "el seu germà (d'ell)" - 'ãỹõ, "el meu germà"
'owoku, "la seva casa (d'ell)" - 'õw̃õŋgu, "la meva casa"
'piho, "[ell] es va anar" - 'mbiho, "em vaig anar"
a'hyaʔaʃo, "[ell] desitja" - ã'nʒaʔaʃo, "desig"
iwaʔiʃo, "[ell] cavalca" - ĩw̃ãʔĩnʒo, "cavalco"

### Consonants
|            |            | Labial | Alveolar | Palatal | Velar | Glotal |
| ---------- | ---------- | ------ | -------- | ------- | ----- | ------ |
| Oclusiva   | sorda      | p      | t        |         | k     | ʔ      |
| Oclusiva   | prenasal   | ᵐb     | ⁿd       |         | ᵑɡ    |        |
| Fricativa  | sorda      |        | s        | ʃ       |       | h      |
| Fricativa  | prenasal   |        | ⁿz       | ⁿʒ      |       |        |
| Nasal      | Nasal      | m      | n        |         |       |        |
| Bategant   | Bategant   |        | ɾ        |         |       |        |
| Lateral    | Lateral    |        | l        |         |       |        |
| Aproximant | Aproximant | w      |          | j       |       |        |

### Vocals
|         | Frontal | Central | Posterior |
| ------- | ------- | ------- | --------- |
| Tancada | i ĩ iː  | (ɨ)     | u ũ uː    |
| Mitjana | e ẽ eː  |         | o õ oː    |
| Mitjana | ɛ ɛː    |         | ɔ ɔː      |
| Oberta  |         | a ã aː  |           |